# Mohamed Farah Salad
Mohamed Farah Salad – somalijski polityk, Premier Somalii od 1 listopada 1969 roku do marca 1970.
Salad został premierem Somalii 1 listopada 1969 roku, zostając następcą Mohammeda Egala. Po objęciu rządów przez Siada Barre w 1969, zadecydował on o usunięciu rządu i partii politycznych w Somalii. Salad premierem był do marca 1970, zostając pozbawiony stanowiska przez Barre. Kolejny Premier Somalii został wybrany siedemnaście lat później, po przywróceniu stanowiska, a został nim Muhammad Ali Samatar.